# السنة الدولية للفيزياء

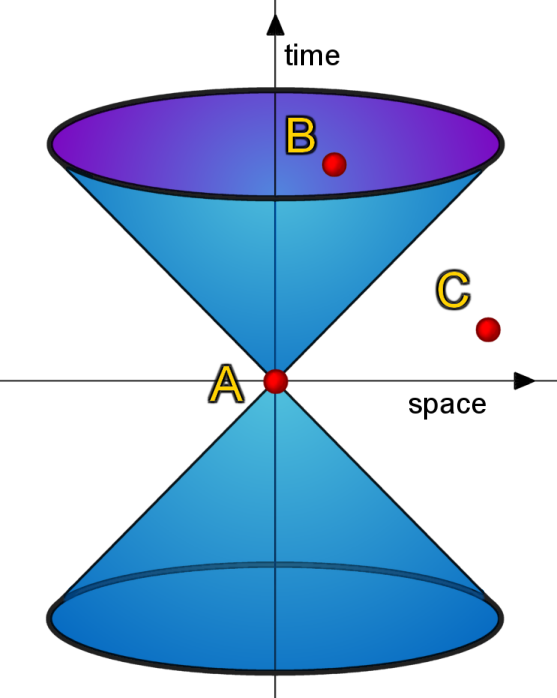
يهدف الشعار إلى تمثيل المخروط الضوئي المستخدم في النسبية الخاصة لإظهار المواقع الموجودة في الاتصال السببي وتلك التي ليست كذلك.

سمي عام 2005 بـالسنة الدولية للفيزياء، والمعروف أيضًا باسم عام أينشتاين، تقديراً للذكرى المئوية لـ«عام المعجزات» لألبرت أينشتاين، والذي نشر فيه أربع أوراق علمية، والتطورات اللاحقة في مجال الفيزياء.

## التاريخ
كانت الفيزياء هي الأساس لفهم العالم المادي والطبيعة ككل. تطبيقات الفيزياء هي أساس الكثير من تقنيات اليوم. من أجل زيادة الوعي العالمي بالفيزياء والاحتفال بالتقدم الكبير الذي تم إحرازه في هذا المجال، اقترح المؤتمر العالمي للجمعيات الفيزيائية وقرر الاتحاد الدولي للفيزياء البحتة والتطبيقية أنه ينبغي الاحتفال بعام 2005 باعتباره العام العالمي للفيزياء. وقد أقر هذا لاحقًا من قبل اليونسكو.